# Totchagni
Totchagni ist ein Arrondissement im Departement Couffo im westafrikanischen Staat Benin. Es ist eine Verwaltungseinheit, die der Gerichtsbarkeit der Kommune Dogbo untersteht.

## Demografie und Verwaltung
Gemäß der Volkszählung 2013 des beninischen Statistikamtes INSAE hatte das Arrondissement 3377 Einwohner, davon waren 1517 männlich und 1860 weiblich.
Von den 65 Dörfern und Quartieren der Kommune Dogbo entfallen drei auf Totchagni:
1. Allada
2. Gnigbé
3. Totchangni